# Corbreuse
Corbreuse település Franciaországban, Essonne megyében. Lakosainak száma 1675 fő (2022. január 1.). Corbreuse Sainte-Mesme, Allainville, Saint-Martin-de-Bréthencourt, Authon-la-Plaine, Chatignonville, Dourdan, Les Granges-le-Roi és Richarville községekkel határos.

## Népesség
A település népességének változása:
| Lakosok száma | 1755 | 1760 | 1780 | 1741 | 1731 | 1718 | 1712 | 1706 | 1675 |
|               | 2013 | 2015 | 2016 | 2017 | 2018 | 2019 | 2020 | 2021 | 2022 |